# Going Backwards
«Going Backwards» (en español, Retrocediendo) es el quincuagésimo cuarto disco sencillo del grupo inglés de música electrónica, Depeche Mode, el segundo desprendido su décimo cuarto álbum, Spirit, publicado en junio de 2017. Su publicación se realizó inicialmente solo en formato  digital, posteriormente apareció en CD y disco de vinilo.
"Going Backwards" es un tema escrito por Martin Gore.

## Descripción
Es una función electroacústica conducida por una guitarra acústica, el cual de algún modo recuerda al tema Strangelove de 1987, no por la lírica, claro está, sino por la forma, pues aquella fue de las primeras en que hacían una mezcla de sonidos orgánicos con los meramente sintéticos, la diferencia es que este está recargado hacia la parte orgánica, hacia las cuerdas con el sintetizador sólo como un acompañamiento que complementa la melodía. En su conjunto, el tema es una interpretación folk que llega por sus sonidos a tener un ritmo prácticamente country.
La letra es la parte más punzante del tema, pues el álbum Spirit no es que sea el más politizado desde 1986 con Black Celebration, sino que es el más abiertamente politizado del grupo. Mientras los discos Construction Time Again de 1983, Some Great Reward de 1984 y el propio Black Celebration usaban la metáfora para tratar temas políticamente delicados, de los que no se hablaba expresamente, Spirit es directo, sin metáforas ni alegorías, abierto por este Going Backwards en que critican esa sociedad en exceso tecnificada, pero que paradójicamente va para atrás, con toda una mentalidad de cavernícola en una de sus líneas más ásperas, controlando las muertes de los demás desde un satélite y una consola, con lo cual nos hemos simplemente deshumanizado viendo y criticando todos esos males de los gobiernos actuales sin hacer realmente nada. Yendo hacia atrás.

## Formatos

### Digital
| Columbia/Mute Going Backwards |                                               |          |  |
| N.º                           | Título                                        | Duración |  |
| 1.                            | «Going Backwards» (versión del álbum)         | 5:43     |  |
| 2.                            | «Going Backwards» (Highline Sessions Version) | 5:27     |  |

| Columbia/Mute Going Backwards [Remixes] |                                                                |          |  |
| N.º                                     | Título                                                         | Duración |  |
| 1.                                      | «Going Backwards» (Radio Edit)                                 | 3:51     |  |
| 2.                                      | «Going Backwards» (Chris Liebing Mix)                          | 9:08     |  |
| 3.                                      | «Going Backwards» (Chris Liebing Burn Slow Remix)              | 7:09     |  |
| 4.                                      | «Going Backwards» (Solomun Extended Radio Mix)                 | 8:26     |  |
| 5.                                      | «Going Backwards» (Solomun Radio Remix)                        | 4:40     |  |
| 6.                                      | «Going Backwards» (Solomun Club Remix)                         | 7:53     |  |
| 7.                                      | «Going Backwards» (The Belleville Three Full Vocal Mix)        | 6:44     |  |
| 8.                                      | «Going Backwards» (The Belleville Three Deep Bass Dub)         | 5:58     |  |
| 9.                                      | «Going Backwards» (The Belleville Three Raw Detroit Dub)       | 6:44     |  |
| 10.                                     | «Going Backwards» (The Belleville Three Full Vocal Radio Edit) | 3:26     |  |
| 11.                                     | «Going Backwards» (Point Point Remix)                          | 4:32     |  |
| 12.                                     | «Going Backwards» (Maya Jane Coles Remix)                      | 5:56     |  |
| 13.                                     | «Poison Heart» (Soulsavers Re-Work)                            | 3:40     |  |
| 14.                                     | «You Move» (Latroit Remix)                                     | 4:17     |  |

### EnCD
| CD Columbia/Mute Going Backwards |                                                         |          |  |
| N.º                              | Título                                                  | Duración |  |
| 1.                               | «Going Backwards» (Radio Edit)                          | 3:52     |  |
| 2.                               | «Going Backwards» (Chris Liebing Mix)                   | 9:08     |  |
| 3.                               | «Going Backwards» (Solomun Extended Radio Mix)          | 8:26     |  |
| 4.                               | «Going Backwards» (The Belleville Three Full Vocal Mix) | 6:44     |  |
| 5.                               | «Going Backwards» (Point Point Remix)                   | 4:32     |  |
| 6.                               | «Going Backwards» (Chris Liebing Burn Slow Remix)       | 7:09     |  |
| 7.                               | «Going Backwards» (Maya Jane Coles Remix)               | 5:57     |  |
| 8.                               | «Poison Heart» (Soulsavers Re-Work)                     | 3:40     |  |

### Endisco de vinilo
12 pulgadas Columbia/Mute   Going Backwards [Remixes]
Disco 1
| Lado A |                                       |          |  |
| N.º    | Título                                | Duración |  |
| 1.     | «Going Backwards» (Chris Liebing Mix) | 9:08     |  |

| Lado B |                                                        |          |  |
| N.º    | Título                                                 | Duración |  |
| 1.     | «Going Backwards» (Solomun Club Remix)                 | 7:54     |  |
| 2.     | «Going Backwards» (The Believille Three Deep Bass Dub) | 5:05     |  |

Disco 2
| Lado C |                                                 |          |  |
| N.º    | Título                                          | Duración |  |
| 1.     | «Going Backwards» (Chris Liebing Burn Slow Mix) | 7:08     |  |
| 2.     | «Going Backwards» (Point Point Remix)           | 4:32     |  |

| Lado D |                                        |          |  |
| N.º    | Título                                 | Duración |  |
| 1.     | «Going Backwards» (Latroit Remix)      | 4:16     |  |
| 2.     | «Going Backwards» (Solusavers Re-Work) | 3:40     |  |

## Vídeo promocional
El mismo día de la publicación, DM dio a conocer el vídeo de una sesión en vivo del tema, dirigido por Timothy Saccenti, está en forma de vídeo interactivo en 360 grados.

## En directo
El tema se interpretó en todas las fechas del correspondiente Global Spirit Tour, justamente abriendo cada presentación. La interpretación se hizo en la misma forma en que aparece en el álbum, una función en forma de música folk electroacústica.